# 緱克敬
缑克敬（1889年—1974年）字尧卿，陕西省三原县西阳镇城南堡人。中华民国政治人物。

## 生平
1927年，缑克敬自江苏南通大学纺织专科学院毕业后，回到陕西，任陕西省教育厅督学，后来担任陕西省三原工业职业学校校长。1931年，任乾县县长。1933年，任十七路军南京办事处主任，后来又先后任国民政府立法院立法委员及国民大会代表。1942年，在家乡捐款建正风学园（即今“正风小学”）。1947年，登报声明放弃国民大会代表身份，回家乡隐居。
中华人民共和国成立后，任西北军政委员会轻工业部副处长。1954年，调任陕西省参事室参事。1974年，在西安病逝。